# 268 Adorea
268 Adorea eller A887 LA är en stor asteroid i huvudbältet, som upptäcktes den 8 juni 1887 av den franske astronomen Alphonse Borrelly. Asteroiden namngavs efter en kaka som förekom hos romarna som offer till guderna, något som väckte kritik vid tiden för namngivningen.
Den tillhör asteroidgruppen Themis.